# Andrea Dallavilla
Andrea Dallavilla (ur. 7 czerwca 1969 w Brescii) – włoski kierowca rajdowy. W swojej karierze wywalczył wicemistrzostwo serii S1600 i Junior WRC.
Swój debiut w rajdach Dallavilla zaliczył w 1988 roku. W 1993 roku zadebiutował w Rajdowych Mistrzostwach Świata. Pilotowany przez Danila Fappaniego i jadący Fiatem Cinquecento nie ukończył wówczas Rajdu Monte Carlo z powodu awarii sprzęgła. W tym samym roku zajął 7. pozycję w Rajdzie San Remo jadąc Fordem Escortem RS Cosworth i zdobył tym samym swoje jedyne 4 punkty w karierze w Mistrzostwach Świata. W 2001 roku Włoch startował samochodem Fiat Punto S1600 w serii Super 1600 w Mistrzostwach Świata. Zajął w niej 2. miejsce za Sébastienem Loebem wygrywając w S1600 w Rajdzie San Remo. Z kolei w 2002 roku wywalczył wicemistrzostwo serii Junior WRC, gdy jechał Citroënem Saxo VTS S1600 (także wygrał San Remo) przegrywając 1. miejsce z Hiszpanem Danielem Solą. Od 2006 roku nie startuje w rajdach Mistrzostw Świata.
W 1997 roku Dallavilla osiągnął swój pierwszy sukces na rodzimych trasach. Startując Subaru Imprezą 555 zwyciężył wówczas w mistrzostwach Włoch. Z kolei w 1998 roku był wicemistrzem kraju przegrywając tytuł mistrzowski z Andreą Aghinim.

## Występy w mistrzostwach świata
| Sezon | Zespół                 | Samochód                                                 | 1       | 2       | 3          | 4             | 5         | 6         | 7         | 8             | 9             | 10            | 11        | 12              | 13              | 14              | 15        | 16        | Punkty | Miejsce |
| ----- | ---------------------- | -------------------------------------------------------- | ------- | ------- | ---------- | ------------- | --------- | --------- | --------- | ------------- | ------------- | ------------- | --------- | --------------- | --------------- | --------------- | --------- | --------- | ------ | ------- |
| 1993  | Andrea Dallavilla      | Fiat Cinquecento Ford Escort RS Cosworth                 | NU      | Szwecja | Portugalia | Kenia         | Francja   | Grecja    | Argentyna | Nowa Zelandia | Finlandia     | Australia     | 7         | Hiszpania       | Wielka Brytania |                 |           |           | 4      | 38.     |
| 1996  | H.F. Grifone           | Toyota Celica GT-Four                                    | Szwecja | Kenia   | Indonezja  | Grecja        | Argentyna | 15        | Australia | NU            | Hiszpania     |               |           |                 |                 |                 |           |           | 0      | -       |
| 1997  | Procar                 | Subaru Impreza 555                                       | Monako  | Szwecja | Kenia      | Portugalia    | Hiszpania | Francja   | Argentyna | Grecja        | Nowa Zelandia | Finlandia     | Indonezja | NU              | Australia       | Wielka Brytania |           |           | 0      | -       |
| 1998  | Andrea Dallavilla      | Subaru Impreza 555 Subaru Impreza WRX Subaru Impreza WRC | Monako  | Szwecja | Kenia      | NU            | 16        | Francja   | Argentyna | Grecja        | Nowa Zelandia | Finlandia     | 8         | Australia       | Wielka Brytania |                 |           |           | 0      | -       |
| 1999  | Mirabella Mille Miglia | Subaru Impreza WRC                                       | NU      | Szwecja | Kenia      | Portugalia    | Hiszpania | Francja   | Argentyna | Grecja        | Nowa Zelandia | Finlandia     |           | NU              | Australia       | Wielka Brytania |           |           | 0      | -       |
| 2000  | Procar                 | Subaru Impreza WRC                                       | Monako  | Szwecja | Kenia      | Portugalia    | NU        | Argentyna | Grecja    | Nowa Zelandia | Finlandia     | Cypr          | NU        | 13              | Australia       | Wielka Brytania |           |           | 0      | -       |
| 2001  | Andrea Dallavilla      | Fiat Punto S1600                                         | Monako  | Szwecja | Portugalia | 24            | Argentyna | Cypr      | 20        | Kenia         | 34            | Nowa Zelandia | 16        | 14              | Australia       | NU              |           |           | 0      | -       |
| 2002  | Andrea Dallavilla      | Citroën Saxo VTS S1600                                   | NU      | Szwecja | Francja    | 20            | Cypr      | Argentyna | 20        | Kenia         | Finlandia     | 15            | 15        | Nowa Zelandia   | Australia       | 29              |           |           | 0      | -       |
| 2005  | Andrea Dallavilla      | Suzuki Ignis S1600                                       | Monako  | Szwecja | Meksyk     | Nowa Zelandia | 30        | Cypr      | Turcja    | Grecja        | Argentyna     | Finlandia     | Niemcy    | Wielka Brytania | Japonia         | Francja         | Hiszpania | Australia | 0      | -       |